# Reema bin Bandar al Saud
Reema bin Bandar Al Saud (Riad, 1975) es una princesa saudita, empresaria, activista social, directora ejecutiva y diplomática. El 23 de febrero de 2019 fue nombrada embajadora de Arabia Saudíta en Washington convirtiéndose en la primera mujer de este país al frente de una embajada. En su trayectoria profesional ha destacado por sus iniciativas para incorporar a las mujeres en el mundo laboral. Fue la primera mujer CEO en una empresa minorista saudí. 

## Biografía
Nacida en Riad, Arabia Saudí, hija de Bandar bin Sultan y Haifa bin Faisal, vivió durante muchos años en Estados Unidos, donde su padre fue embajador de 1983-2005. Estudió en la Academia Islámica Saudí en Alexandria con sus hermanos. Tiene una hermana mayor (Lulu Bandar). Se graduó en arqueología la Universidad George Washington regresando posteriormente a Riad donde encabezó numerosas iniciativas para la visibilidad de la mujer en sectores públicos y privados del reino.
Mientras estudió arqueología estuvo conectada con el Instituto del Mundo Árabe de París y a la Galería de arte Arthur M. Sackler en Washington. También colaboró como curadora en el Museo Field de Historia Natural en Chicago.
En 2005 regresó a Arabia Saudita donde fue cofundadora y dirigió diversas empresas trabajando en la inclusión de las mujeres en los espacios profesionales colaborando estrechamente con el Ministerio de Trabajo. También creó la primera guardería del Arabia Saudí en un espacio de trabajo facilitando el acceso de las mujeres al trabajo.
En 2011 fue pionera en la contratación de mujeres en los grandes almacenes Harvey Nichols de Riad, empresa propiedad de su familia de la que era directora ejecutiva.
En 2016 fue designada responsable adjunta en planificación y desarrollo de la Autoridad Deportiva de Arabia Saudí y entre los logros de su mandato destacó la inclusión de la Educación Física en el currículo escolar de las niñas en las escuelas.
En 2017 recibió el Premio de Deporte Creativo Sheikh Mohammed bin Rashid Al Maktoum  en su Novena Edición por su papel en el empoderación de las mujeres de la región a través de su espíritu emprendedor y filantrópico.
Es miembro del Comité Olímpico Internacional (IOC) Comisión de las Mujeres en el Deporte y miembro del Comité Olímpico saudí.
En 2014 fue incluida en la lista de las 200 mujeres árabes más influyentes por la revista Forbes.
El 23 de febrero de 2019 fue nombrada embajadora de Arabia Saudita en Estados Unidos sustituyendo al príncipe Salman bin Abdelaziz que pasa a ser viceministro de Defensa.

## Vida personal
La princesa Reema estuvo casada con el Príncipe Faisal bin Turki bin Nasser bin Abdulaziz Al Saud. Se divorciaron en 2012 y tienen un hijo, Turki y una hija, Sarah.